# 文貴醫院
下營文貴醫院原位在台南市下營區，1928年由曾文貴創設，是當地第一所西醫診所。昔日地址位於下營區玄德街1號，今下營北極殿玄天上帝廟香客大樓。2009年，文貴醫院前棟建築被台南縣政府列為「歷史建築」，並設置為文物館。2010年，文貴醫院產權由毗鄰的玄天上帝廟從曾家後代所購得，隨後逕予以拆除。

## 沿革
文貴醫院是下營地區的第一家公醫院，建築分為前後二棟，於1926年（昭和元年）開始建造，1928年完工啟用，於1971年（民國60年）歇業。
2009年底，前棟建築由隔壁的「下營北極殿玄天上帝廟」購得，打算將之拆除以新建「香客大樓」。地方文史工作者為保留建築物，乃將之申請為歷史建築，臺南縣政府於2009年12月21日公告文貴醫院為歷史建築。此舉引起了廟方及地方人士的不滿，要求地方文史工作者離開。最後廟方於2010年6月30日將文貴醫院拆除，改建成停車場。拆除後的部分牆面被移至麻豆區總爺藝文中心存放。

## 建築特色
建築分為前後二棟，前棟為醫院，後棟為日式木造屋及庭院。前棟樑柱為檜木結構，建築立面外觀為仿巴洛克風格的二層洋樓，上方山牆有花紋裝飾，中央位置有勳章圖案和STO字樣，二樓附有純裝飾用的優雅小陽台，兩側面為閩南式山牆並安置有台式鐵剪刀(壁鎖)。騎樓有四根西洋古典柱式，中間兩根為愛奧尼柱式，外兩根為方柱加上塔司干柱式的圓柱，整棟建築為結合西方建築語彙與閩南建築特色的台洋折衷式近代洋樓。

## 指定或登錄理由
- 下營地區為首家公醫院，對地方民眾具深厚感情與歷史價值，並見證下營鄉醫療史的發展。
- 建築立面仿西方藝術風格典雅、古樸，樑柱為檜木結構，建築外觀融合傳統特色，側面有閩南式山牆，屋脊是下脊與垂脊並陳，為二樓式洋樓，具建築特色。
- 醫院內相關醫療機具尚存，文物豐富，就文化性、歷史性而言，文貴醫院具有不可取代的價值。
- 為下營一帶人們的共同記憶，具有在地聯結情感元素。

## 相關影片
紀錄片：《又見文貴醫院－文化資產影像紀錄》（導演：姜玫如）

## 外部連結
- 文貴醫院之塵埃落定(拆除側記) （页面存档备份，存于）